# Hyphoderma galactinum
Hyphoderma galactinum är en svampart som beskrevs av Manjón, G. Moreno & Hjortstam 1988. Hyphoderma galactinum ingår i släktet Hyphoderma och familjen Meruliaceae.   Inga underarter finns listade i Catalogue of Life.